# Séries de meilleurs deuxièmes de la Ligue nationale de baseball 2020
Les Séries de meilleurs deuxièmes de la Ligue nationale de baseball 2020 représentent le premier tour des séries éliminatoires de la Ligue majeure de baseball en 2020. Elles sont jouées du mercredi 30 septembre au vendredi 2 octobre 2020.
Elles mettent aux prises huit équipes. Celles-ci s'affrontent dans quatre séries distinctes, au meilleur de trois parties. Les clubs qui remportent deux matchs dans leurs séries respectives sont qualifiés pour le tour éliminatoire suivant, les Séries de divisions de la Ligue nationale, alors que les perdants sont éliminés et voient leur saison 2020 prendre fin.

## Contexte
C'est la première année que cette ronde éliminatoire est présentée. Elle fait partie des mesures d'exception mises en place par le baseball majeur en réponse à la pandémie de Covid-19, qui a retardé de quatre mois le début de la saison régulière et limité le calendrier à 60 matchs par équipe, au lieu des 162 habituels.
Pour 2020, on a augmenté à 16, plutôt que 10, le nombre de clubs qualifiés pour les éliminatoires, c'est-à-dire 8 équipes de la Ligue nationale et 8 de la Ligue américaine. En réponse, on a créé ce tour éliminatoire, sans préciser s'il serait temporaire ou permanent. Pour 2020, ce tour éliminatoire remplacent les matchs de meilleurs deuxièmes, qui ont lancé les séries éliminatoires de 2012 à 2019.

## Avantage du terrain
Comme ce fut le cas pour toute la saison de baseball 2020, les stades n'accueilleront aucun spectateur, pour des raisons de santé publique liées au coronavirus. L'avantage du terrain est déterminé par le classement des têtes de série et, dans chaque affrontement, la tête de série la plus élevée est le club hôte pour tous les matchs.

## Têtes de série
Un total de 16 équipes, huit dans la Ligue nationale et huit dans la Ligue américaine, participent aux séries éliminatoires en 2020. Les têtes de série sont déterminées par le classement final des équipes au terme de la saison régulière de 60 matchs. Dans chaque ligue, les têtes de série 1 à 3 sont les équipes ayant terminé au premier rang de leur division (Est, Centrale, Ouest), classées selon leur total de victoires, du plus haut au plus bas. Les têtes de série 4 à 6 sont les clubs de deuxième position dans ces divisions, classés selon leur total de victoire. Les têtes de série 7 et 8 sont les deux clubs qualifiés qui restent, en ordre croissant de victoires.
S'il y a égalité entre deux têtes de série ayant complété la saison régulière avec le même nombre de victoires et de défaites, la plus haute tête de série est accordée au club ayant gagné le plus de matchs lors des affrontements entre ces deux équipes. Si ce nombre de victoires est égal (ou que ces deux clubs ne se sont pas affrontés), l'équipe ayant remporté le plus de matchs face aux adversaires de sa propre division se voit accorder la tête de série la plus haute. Si l'égalité persiste, on compare le total de victoires des 20 derniers matchs de la saison, puis les 21 derniers, et ainsi de suite jusqu'à ce que l'égalité soit brisée.

## Dodgers de Los Angeles vs Brewers de Milwaukee
La 1re tête de série est l'équipe de la Ligue nationale avec le plus grand nombre de victoires en saison régulière 2020. La 8e tête de série est celle qui a compté le moins de victoires durant la saison parmi les 8 clubs qualifiés.
Têtes de série no 1 de ces séries éliminatoires, les Dodgers de Los Angeles remportent 43 victoires contre seulement 17 défaites pour la meilleure fiche des deux ligues majeures durant cette courte saison régulière de 60 matchs. Ils terminent au premier rang de la division Ouest de la Ligue nationale pour la 8e année consécutive et participent aux séries éliminatoires pour la 8e année consécutive.
Têtes de série no 8 de ces séries éliminatoires, les Brewers de Milwaukee se qualifient malgré une fiche déficitaire de 29 victoires et 31 défaites en saison régulière. C'est la première fois de l'histoire de la Ligue nationale, et la deuxième fois dans les majeures après les Royals de Kansas City durant la saison écourtée de 1981 qu'un club se qualifie pour les séries éliminatoires en ayant plus de matchs perdus que de matchs gagnés. Milwaukee termine au 4e sur 5 clubs dans la division Centrale de la Ligue nationale en 2020. C'est la 3e saison de suite que les Brewers prennent part aux éliminatoires.
C'est la deuxième fois que les Dodgers et les Brewers se rencontrent en séries éliminatoires. Deux ans plus tôt, Los Angeles avait remporté de justesse la Série de championnat 2018 quatre victoires à trois pour décrocher le titre de la Ligue nationale.

### Calendrier des rencontres
| Match | Date         | Visiteur             | Hôte                   | Score |
| ----- | ------------ | -------------------- | ---------------------- | ----- |
| 1     | 30 septembre | Brewers de Milwaukee | Dodgers de Los Angeles | 2-4   |
| 2     | 1er octobre  | Brewers de Milwaukee | Dodgers de Los Angeles | 0-3   |

### Match 1
Mercredi 30 septembre 2020 au Dodger Stadium, Los Angeles, Californie.
| Brewers de Milwaukee | 0 | 0 | 0 | 2 | 0 | 0 | 0 | 0 | 0 | 2 | 7 | 0 |
| Dodgers de Los Angeles | 2 | 1 | 0 | 0 | 0 | 0 | 1 | 0 | X | 4 | 6 | 1 |
| Lanceurs partants : MIL : Brent Suter LAD : Walker Buehler Vic. : Julio Urías (1-0) Déf. : Brent Suter (0-1) Sauv. : Kenley Jansen (1) HRs : MIL : Orlando Arcia (1) LAD : Corey Seager (1) |   |   |   |   |   |   |   |   |   |   |   |   |

Brent Suter, des Brewers, accorde 4 buts-sur-balles en 1re manche, égalant un record pour le plus grand nombre en une seule manche dans un match éliminatoire. Deux d'entre eux sont avec les buts remplis, ce qui permet aux Dodgers de prendre les devants 2-0. Un double de Mookie Betts en 2e manche et un coup de circuit de Corey Seager en 7e donnent à Los Angeles une victoire de 4-2.

### Match 2
Jeudi 1er octobre 2020 au Dodger Stadium, Los Angeles, Californie.
| Brewers de Milwaukee | 0 | 0 | 0 | 0 | 0 | 0 | 0 | 0 | 0 | 0 | 4 | 0 |
| Dodgers de Los Angeles | 0 | 0 | 0 | 0 | 3 | 0 | 0 | 0 | X | 3 | 6 | 0 |
| Lanceurs partants : MIL : Brandon Woodruff LAD : Clayton Kershaw Vic. : Clayton Kershaw (1-0) Déf. : Brandon Woodruff (0-1) Sauv. : Brusdar Graterol (1) |   |   |   |   |   |   |   |   |   |   |   |   |

Clayton Kershaw réussit 13 retraits sur des prises et n'accorde que 3 coups sûrs en 8 manches lancées, le nombre de retraits sur des prises le plus élevé en matchs éliminatoires par un lanceur des Dodgers depuis les 15 de Sandy Koufax en ouverture de la Série mondiale 1963.

## Braves d'Atlanta vs Reds de Cincinnati
La 2e tête de série est l'un des trois champions de division de la Ligue nationale en 2020, et celui parmi ce groupe qui compte le 2e plus haut total de victoires en saison régulière 2020. La 7e tête de série est l'un des deux clubs qualifiés qui n'a terminé ni au premier ni au second rang de sa division, et celui des deux ayant gagné le plus matchs durant la saison.
Têtes de série no 2 de ces séries éliminatoires, les Braves d'Atlanta terminent en 2020 au premier rang de la division Est de la Ligue nationale pour la 3e saison consécutive avec 35 victoires et 25 défaites. Ils jouent en éliminatoires pour la 3e année de suite et doivent remporter cette série pour éviter d'établir un triste record : les Braves, qui n'ont pas accédé au second tour éliminatoire depuis 2001, ont perdu 10 séries éliminatoires de suite, un record partagé avec les Cubs de Chicago, qui connurent une séquence similaire de 10 séries perdues de 1910 à 1998.
Têtes de série no 7 de ces séries éliminatoires, les Reds de Cincinnati prennent le 3e rang de la division Centrale de la Ligue nationale avec 31 victoires contre 29 défaites. C'est la première fois depuis 2013 qu'ils participent aux séries éliminatoires.
C'est la deuxième fois que les Braves et les Reds se rencontrent en éliminatoires, et la première en 25 ans. Contre Cincinnati, Atlanta avait remporté les 4 matchs de la finale de la Ligue nationale en 1995 sans en perdre un seul, en route vers leur dernier titre de la Série mondiale.

### Calendrier des rencontres
| Match | Date         | Visiteur           | Hôte             | Score            |
| ----- | ------------ | ------------------ | ---------------- | ---------------- |
| 1     | 30 septembre | Reds de Cincinnati | Braves d'Atlanta | 0-1 (13 manches) |
| 2     | 1er octobre  | Reds de Cincinnati | Braves d'Atlanta | 0-5              |

### Match 1
Mercredi 30 septembre 2020 au Truist Park, Atlanta, Georgie.
| Reds de Cincinnati                                                                                           | 0 | 0 | 0 | 0 | 0 | 0 | 0 | 0 | 0 | 0 | 0 | 0 | 0 | 0 | 11 | 1 |
| Braves d'Atlanta                                                                                             | 0 | 0 | 0 | 0 | 0 | 0 | 0 | 0 | 0 | 0 | 0 | 0 | 1 | 1 | 6  | 0 |
| Lanceurs partants : CIN : Trevor Bauer ATL : Max Fried Vic. : A. J. Minter (1-0) Déf. : Archie Bradley (0-1) |   |   |   |   |   |   |   |   |   |   |   |   |   |   |    |   |

Dans l'histoire des séries éliminatoires, ce match est celui qui est demeuré à égalité 0-0 le plus longtemps avant qu'un premier point ne soit marqué : Freddie Freeman donne une victoire de 1-0 aux Braves d'Atlanta avec un coup sûr en fin de 13e manche. Auparavant, une égalité de 0-0 n'avait jamais persisté au-delà de la 11e manche d'un match éliminatoire. Les deux lanceurs partants, Max Fried pour Atlanta et Trevor Bauer pour Cincinnati, sont intraitables. Bauer réussit notamment 12 retraits sur des prises et n'accorde que deux coups sûrs en 7 manches et deux tiers lancées.

### Match 2
Jeudi 1er octobre 2020 au Truist Park, Atlanta, Georgie.
| Reds de Cincinnati | 0 | 0 | 0 | 0 | 0 | 0 | 0 | 0 | 0 | 0 | 2 | 1 |
| Braves d'Atlanta | 0 | 0 | 0 | 0 | 1 | 0 | 0 | 4 | X | 5 | 9 | 0 |
| Lanceurs partants : CIN : Luis Castillo ATL : Ian Anderson Vic. : Ian Anderson (1-0) Déf. : Luis Castillo (0-1) HRs: ATL : Marcell Ozuna (1), Adam Duvall (1) |   |   |   |   |   |   |   |   |   |   |   |   |

Incapables de marquer un seul point dans les deux matchs de cette série et limités à deux coups sûrs dans ce dernier duel, les Reds de Cincinnati sont éliminés. Leurs 22 manches sans compter un seul point est un nouveau record des séries éliminatoires, dépassant les 22 manches consécutives sans point des Giants de New York dans la Série mondiale 1921. 
Le jeune Ian Anderson, après seulement six matchs joués dans les majeures, est le lanceur partant pour Atlanta et il récolte 9 retraits sur des prises en 9 manches lancées. Le partant des Reds, Luis Castillo, encaisse la défaite malgré une excellente performance. Atlanta prend une avance de 1-0 sur un double de Ronald Acuña Jr. en 5e manche; Marcell Ozuna et Adam Duvall mettent le match hors de portée avec des circuits de deux points en 8e manche  contre le lanceur Raisel Iglesias. 
Après 10 séries éliminatoires perdues de suite, Atlanta passe au tour éliminatoire suivant pour la première fois depuis 2001,.

## Cubs de Chicago vs Marlins de Miami
Parmi les clubs de première place dans les trois divisions de la Ligue nationale en 2020, celui ayant le plus faible total de victoires durant la saison régulière 2020 est classé tête de série no 3. Parmi les clubs de seconde place dans les trois divisions de la Ligue nationale en 2020, celui ayant le plus faible total de victoires durant la saison régulière 2020 est classé tête de série no 6.
Têtes de série no 3 de ces séries éliminatoires, les Cubs de Chicago terminent 2020 en tête de la division Centrale de la Ligue nationale pour la première fois depuis 2017. Ils complètent la saison régulière avec 34 victoires et 26 défaites. Ils participent aux éliminatoires pour la 5e fois en 6 ans, après les avoir ratées en 2019.
Têtes de série no 6 de ces séries éliminatoires, les Marlins de Miami complètent la saison régulière en seconde place de la division Est de la Ligue nationale, après avoir remporté 31 matchs contre 29 défaites. Les Marlins se qualifient pour la première fois depuis 2003 après avoir raté les éliminatoires lors des 16 saisons précédentes, ce qui représentait la plus longue séquence du genre qui était en cours parmi les équipes de la Ligue nationale. Le club de Miami n'a joué que deux fois en éliminatoires dans son histoire, mais n'a jamais perdu une seule série, ayant remporté le Série mondiale chaque fois qu'il s'est qualifié, en 1997 et en 2003.
Les Marlins ont remporté leur seul duel éliminatoire précédent avec les Cubs, quatre matchs à trois en finale de la Ligue nationale en 2003.

### Calendrier des rencontres
| Match | Date         | Visiteur         | Hôte            | Score |
| ----- | ------------ | ---------------- | --------------- | ----- |
| 1     | 30 septembre | Marlins de Miami | Cubs de Chicago | 5-1   |
| 2     | 2 octobre    | Marlins de Miami | Cubs de Chicago | 2-0   |

### Match 1
Mercredi 30 septembre 2020 au Wrigley Field, Chicago, Illinois.
| Marlins de Miami | 0 | 0 | 0 | 0 | 0 | 0 | 5 | 0 | 0 | 5 | 8 | 1 |
| Cubs de Chicago | 0 | 0 | 0 | 0 | 1 | 0 | 0 | 0 | 0 | 1 | 4 | 1 |
| Lanceurs partants : MIA : Sandy Alcántara CHC : Kyle Hendricks Vic. : Sandy Alcántara (1-0) Déf. : Kyle Hendricks (0-1) HRs : MIA : Corey Dickerson (1), Jesús Aguilar (1) CHC : Ian Happ (1) |   |   |   |   |   |   |   |   |   |   |   |   |

À leur premier match éliminatoire depuis 2003, les Marlins marquent tous leurs points en 5e manche : trois sur un circuit de Corey Dickerson contre le lanceur partant des Cubs, Kyle Hendricks; puis deux sur le circuit de Jesús Aguilar contre le lanceur suppléant Jeremy Jeffress. Le partant pour Miami, Sandy Alcántara ne donne aux Cubs qu'un point sur trois coups sûrs en 6 manches et deux tiers lancées.

### Match 2
| Marlins de Miami | 0 | 0 | 0 | 0 | 0 | 0 | 2 | 0 | 0 | 2 | 5 | 0 |
| Cubs de Chicago | 0 | 0 | 0 | 0 | 0 | 0 | 0 | 0 | 0 | 0 | 5 | 0 |
| Lanceurs partants : MIA : Sixto Sánchez CHC : Yu Darvish Vic. : Brad Boxberger (1-0) Déf. : Yu Darvish (0-1) HRs : MIA : Garrett Cooper (1) |   |   |   |   |   |   |   |   |   |   |   |   |

Le match, programmé pour le 1er octobre, est reporté d'une journée en raison du mauvais temps. Sixto Sánchez blanchit les Cubs au cours des 5 premières manches et 4 lanceurs de relève poursuivent dans la même veine pour Miami. Le lanceur partant des Cubs, Yu Darvish, est impeccable jusqu'à la 7e manche, lorsque les Marlins marquent deux fois. C'est Garrett Cooper qui brise l'égalité avec un coup de circuit d'un point.

## Padres de San Diego vs Cardinals de Saint-Louis
Les têtes de série no 4 et no 5 sont des clubs ayant terminé la saison régulière 2020 au second rang de sa division. La tête de série la plus élevée est accordée à l'équipe ayant gagné le plus de matchs durant la saison.
Les Padres de San Diego connaissent une bonne saison de 37 victoires et 23 défaites, la deuxième meilleure performance de la Ligue nationale. Ils sont cependant relégués au rang de têtes de série no 4 car ils évoluent dans division Ouest, dominée en 2020 par le meilleur club des majeures, les Dodgers de Los Angeles, qui remportent 6 matchs de plus. Les Padres effectuent un grand retour en séries éliminatoires, auxquelles ils n'ont pas participé depuis 2006. Ils n'ont pas gagné une seule série éliminatoire depuis la finale de la Ligue nationale en 1998.
Têtes de série no 5 de ces séries éliminatoires, les Cardinals de Saint-Louis prennent le second rang de la division Centrale avec 30 victoires et 28 défaites. Ils jouent deux matchs de moins que prévu, car leur saison est interrompue pendant deux semaines après une éclosion de coronavirus. Ils sont contraints de disputer 11 programmes doubles, dont six en deux semaines en septembre, afin rattraper le temps perdu, mais ils n'ont pas besoin de jouer les deux derniers matchs manquants pour confirmer leur qualification. Saint-Louis joue en éliminatoires pour la deuxième année de suite. 
Saint-Louis et San Diego se sont déjà rencontrés trois fois auparavant en séries éliminatoires, jamais à l'avantage des Padres. Les Cardinals ont gagné les trois séries de divisions qui ont opposé les deux équipes, trois matchs à zéro en 1996, trois matchs à zéro en 2005, et trois matchs à un en 2006. Les deux dernières participations des Padres aux séries d'après-saison s'étaient donc soldées par l'élimination aux mains des Cardinals.

### Calendrier des rencontres
| Match | Date         | Visiteur                 | Hôte                | Score |
| ----- | ------------ | ------------------------ | ------------------- | ----- |
| 1     | 30 septembre | Cardinals de Saint-Louis | Padres de San Diego | 7-4   |
| 2     | 1er octobre  | Cardinals de Saint-Louis | Padres de San Diego | 9-11  |
| 3     | 2 octobre    | Cardinals de Saint-Louis | Padres de San Diego | 0-4   |

### Match 1
Mercredi 30 septembre 2020 au Petco Park, San Diego, Californie.
| Cardinals de Saint-Louis | 4 | 0 | 2 | 0 | 0 | 0 | 0 | 0 | 1 | 7 | 13 | 1 |
| Padres de San Diego | 1 | 1 | 1 | 0 | 0 | 1 | 0 | 0 | 0 | 4 | 8  | 0 |
| Lanceurs partants : STL : Kwang-hyun Kim SD : Chris Paddack Vic. : Giovanny Gallegos (1-0) Déf. : Chris Paddack (0-1) Sauv. : Alex Reyes (1) HRs : STL : Paul Goldschmidt (1) |   |   |   |   |   |   |   |   |   |   |    |   |

Les Cardinals malmènent le lanceur partant des Padres, Chris Paddack, contre qui ils inscrivent 4 points en 1re manche et marquent six fois dans les trois premières manches.

### Match 2
Jeudi 1er octobre 2020 au Petco Park, San Diego, Californie.
| Cardinals de Saint-Louis | 1 | 0 | 3 | 0 | 0 | 2 | 0 | 2 | 1 | 9  | 10 | 1 |
| Padres de San Diego | 0 | 0 | 0 | 2 | 0 | 4 | 3 | 2 | X | 11 | 15 | 2 |
| Lanceurs partants : STL : Adam Wainwright SD : Zach Davies Vic. : Emilio Pagán (1-0) Déf. : Daniel Ponce de Leon (0-1) Sauv. : Trevor Rosenthal (1) HRs : STL : Kolten Wong (1), Paul Goldschmidt (2) SD : Fernando Tatís Jr. (1, 2), Manny Machado (1), Wil Myers (1, 2) |   |   |   |   |   |   |   |   |   |    |    |   |

Fernando Tatís Jr. et Wil Myers frappent deux circuits chacun pour San Diego, récoltant 5 points produits et 4 points produits, respectivement. C'est la deuxième fois de l'histoire des éliminatoires que deux coéquipiers frappent deux circuits chacun dans le même match, après Babe Ruth et Lou Gehrig en Série mondiale 1932, exactement 88 ans plus tôt. Les Padres remportent un match éliminatoire à Petco Park pour la première fois depuis l'ouverture du stade en 2004.

### Match 3
Vendredi 2 octobre 2020 au Petco Park, San Diego, Californie.
| Cardinals de Saint-Louis | 0 | 0 | 0 | 0 | 0 | 0 | 0 | 0 | 0 | 0 | 4 | 2 |
| Padres de San Diego | 0 | 0 | 0 | 0 | 1 | 0 | 2 | 1 | X | 4 | 8 | 1 |
| Lanceurs partants : STL : Jack Flaherty SD : Craig Stammen Vic. : Austin Adams (1-0) Déf. : Jack Flaherty (0-1) HRs: SD : Jake Cronenworth (1) |   |   |   |   |   |   |   |   |   |   |   |   |

Victorieux 4-0, San Diego réalise un fait jamais accompli auparavant dans un match de 9 manches, que ce soit en séries éliminatoires ou en saison régulière, : le club utilise 9 lanceurs, un nombre record, pour réussir un blanchissage de l'adversaire. En éliminant les Cardinals, les Padres remportent une série éliminatoire pour la première fois depuis 1998.